# Sankt Pauli kyrka, Malmö
Sankt Pauli kyrka är en kyrkobyggnad i Malmö i Lunds stift. Den är sedan 2014 församlingskyrka i Malmö S:t Johannes församling. Kyrkan är en sexkantig centralkyrka i gult tegel. Den ritades av Emil Viktor Langlet, började byggas 1879 av Byggmästare Mortensen, Malmö och stod färdig år 1882. Insidan dekorerades rikt av målarmästare Borggrén. Kyrkan är försedd med torn i mitten. Detta torn omges av sammanlagt 12 mindre torn. Kyrkorummet har stor rymd. Under två av de fem läktarna har dopkapell och andaktskapell inretts. Kyrkans målade glasfönster tillkom under 1950-talet. Sydost om kyrkan ligger Sankt Pauli norra, mellersta och södra kyrkogårdar.

## Historik
Sankt Pauli kyrka är belägen i skärningspunkten av Kungsgatan och Sankt Pauli kyrkogata i Malmö. Tidigare hade Sankt Petri kyrka varit den centrala kyrkan, men eftersom allt fler människor flyttade till Malmö blev denna för liten och då behövdes ytterligare en. Arkitekten Emil Langlet gjorde ritningarna till kyrkan som stod färdig den 26 november 1882 och församlingen bildades sedan 1884. Kyrkan byggdes i mitten av den nya stadsdelen Rörsjöstaden.
Sankt Pauli kyrka har en sexkantig form. Den är inspirerad av äldre kyrkobyggnader från 300-talet efter Kristus. Vidare är även tomten som kyrkan ligger på sexkantig. Tanken bakom den sexkantiga centralkyrkan var att alla skulle se och höra ordentligt. Den ingick också som ett paketpris tillsammans med Caroli kyrka då tillsammans det blev billigare att bygga två kyrkor i samma centralkyrkekoncept. Dessutom ville man öka jämställdheten bland folket genom att alla skulle komma närmare prästen. I en korskyrka skulle de som ansågs bättre alltid sitta längst fram.
Enligt kristen tradition skulle man bygga kyrkorna på en brunn eller å som man också skulle ta dopvattnet ifrån. Sankt Pauli kyrka byggdes därmed mitt på vad som en gång varit Rörsjön. Man byggde kyrkan på stora pålar men eftersom den är byggd på en sjö sjunker den någon centimeter varje år. Kyrkogården tvingades man lägga en bit från kyrkan då man var rädd för sjukdomar.

## Kyrkobyggnaden
Kyrkan är byggd av gult tegel från Lomma tegelbruk till en kostnad av 244 108 kronor, inklusive inredning. Kyrkan har ett huvudtorn som symboliserar Jesus och tolv mindre torn som ska symbolisera hans lärjungar. I toppen av huvudtornet finns ett guldkors med en krans som ska påminna om Guds Andes låga och den första pingstdagen.
En stor träbalkskonstruktion håller upp de tre malmklockorna och kyrkans centrala huvudtorn. Det finns en stor, en mellanstor och en liten klocka som ringer i tio minuter klockan elva två gånger i veckan för dem som dött inom församlingen. Dessutom ringer de vid söndagarnas gudstjänsttillfällen klockan halv elva och tre minuter i elva. Kyrkan rymmer cirka 950 personer idag, eftersom man bara får använda en av läktarna, men egentligen finns det plats för cirka 1200 personer.
Det ursprungliga taket på kyrkan var gjort av koppar och var ursprungligen målat grått. En ommålning i grönt skapade missuppfattningen att kopparen gett upphov till grön patina. 2013 lades taket om, nu i aluminium, vars silverglansiga färg förväntas mattas till en grå kulör lik ursprungsfärgen. Som förebild för att använda det för kyrkor ovanliga materialet aluminium användes San Gioacchino-kyrkan i Rom.

## Inventarier
Altartavlan är målad av Mårten Eskil Winge och föreställer Kristi förklaring i mitten, Johannes döparen till vänster samt aposteln Paulus till höger. När kyrkan planerades fanns det endast två kyrkor i Malmö, Sankt Petri och gamla Caroli kyrka. Dessa hade namn efter apostlar vilket gjorde att även Sankt Pauli fick sitt namn efter en apostel. Kyrkan lyses upp med jugendlampor från ca 1920. Kyrkan har en nattvardskanna, skänkt av kung Oscar II. I koret ligger en matta komponerad av textilkonstnären Märta Måås-Fjetterström och utförd av medlemmar i kyrkans syförening. Under en vecka i slutet av 2019 hängde en tavla med HBTQ-motiv av konstnären Elisabeth Ohlson Wallin på gränsen till koret, av konstnären och tavlans anhängare benämnd "altartavla". Den fick teologisk kritik såsom gnostisk omtolkning av skapelseberättelsen och togs kort därefter ned.
Kyrkan har två sidokapell som används till andakter, dop och andra samlingar. Sidokapellens fönster är målade av Ralph Bergholtz och föreställer olika bibelberättelser, scener ur apostlagärningarna för att vara mer exakt. De målades under 1950-talet. I det högra sidokapellet finns också en minnestavla med namn på de församlingsbor som omkom till sjöss under andra världskriget. Minnestavlan är gjord av en man som var bror till en av de som omkom. Han skänkte sedan denna tavla till församlingen. Runt hela kyrkan finns ett målat förhänge på väggen. Det är där för att påminna om det förhänge som fanns runt Mose stentavlor som israeliterna bar under deras ökenvandring i fyrtio år. Lite högre upp på väggarna finns målade stjärnor som symboliserar Kristus. Förut fanns det också bibelcitat under stjärnorna men dessa målades över på 1950-talet.

### Orgel
- Kyrkans första orgel byggdes 1882 av Anders Victor Lundahl, Malmö och hade 22 stämmor. Som ett av anbuden infordrade 1881, så erbjöd Lundahl att installera sin orgel gratis mot att staden betalade utanverket, som fasaden, som skulle gå på 5 000 kr. Anbudet accepterades i januari 1882 som det billigaste men även att Lundahl hade mångårig vitsordad verksamhet som orgelbyggare.
- 1911 byggde Åkerman & Lund, Sundbybergs köping en orgel med 26 stämmor.
- Den nuvarande orgeln byggdes 1967 av A. Mårtenssons Orgelfabrik AB, Lund och orgeln har mekanisk traktur och elektrisk registratur. Orgeln har fria och fasta kombinationer.

| Ryggpositiv I   | Huvudverk II    | Svällverk III       | Pedal         | Koppel |
| Gedackt 8'      | Kvintadena 16'  | Rörflöjt 8'         | Principal 16' | I/P    |
| Kvintadena 8'   | Principal 8'    | Salicional 8'       | Subbas 16'    | II/P   |
| Principal 4'    | Spetsflöjt 8'   | Woix Celeste 8'     | Oktava 8'     | III/P  |
| Gedacktflöjt 4' | Oktava 4'       | Blockflöjt 4'       | Gedackt 8'    | I/II   |
| Waldflöjt 2'    | Rörflöjt 4'     | Fugara 4'           | Oktava 4'     | III/II |
| Kvinta 1 1/3'   | Kvinta 2 2/3'   | Principal 2'        | Nachthorn 2'  |        |
| Scharff 3 chor  | Oktava 2'       | Sifflöjt 1'         | Mixtur 4 chor |        |
| Dulcian 8'      | Mixtur 4-6 chor | Sesqwialtera 2 chor | Basun 16'     |        |
| Tremulant       | Cymbel 2 chor   | Cymbel 3 chor       | Trumpet 8'    |        |
|                 | Trumpet 8'      | Oboe 8'             | Skalmeja 4'   |        |
|                 |                 | Crescendosvällare   |               |        |

#### Kororgel
Den nuvarande kororgeln byggdes 1970 av E A Setterquist & Son, Strängnäs och är en mekanisk orgel.
| Manual        |
| Gedackt 8'    |
| Quintadena 4' |
| Principal 2'  |

## Galleri

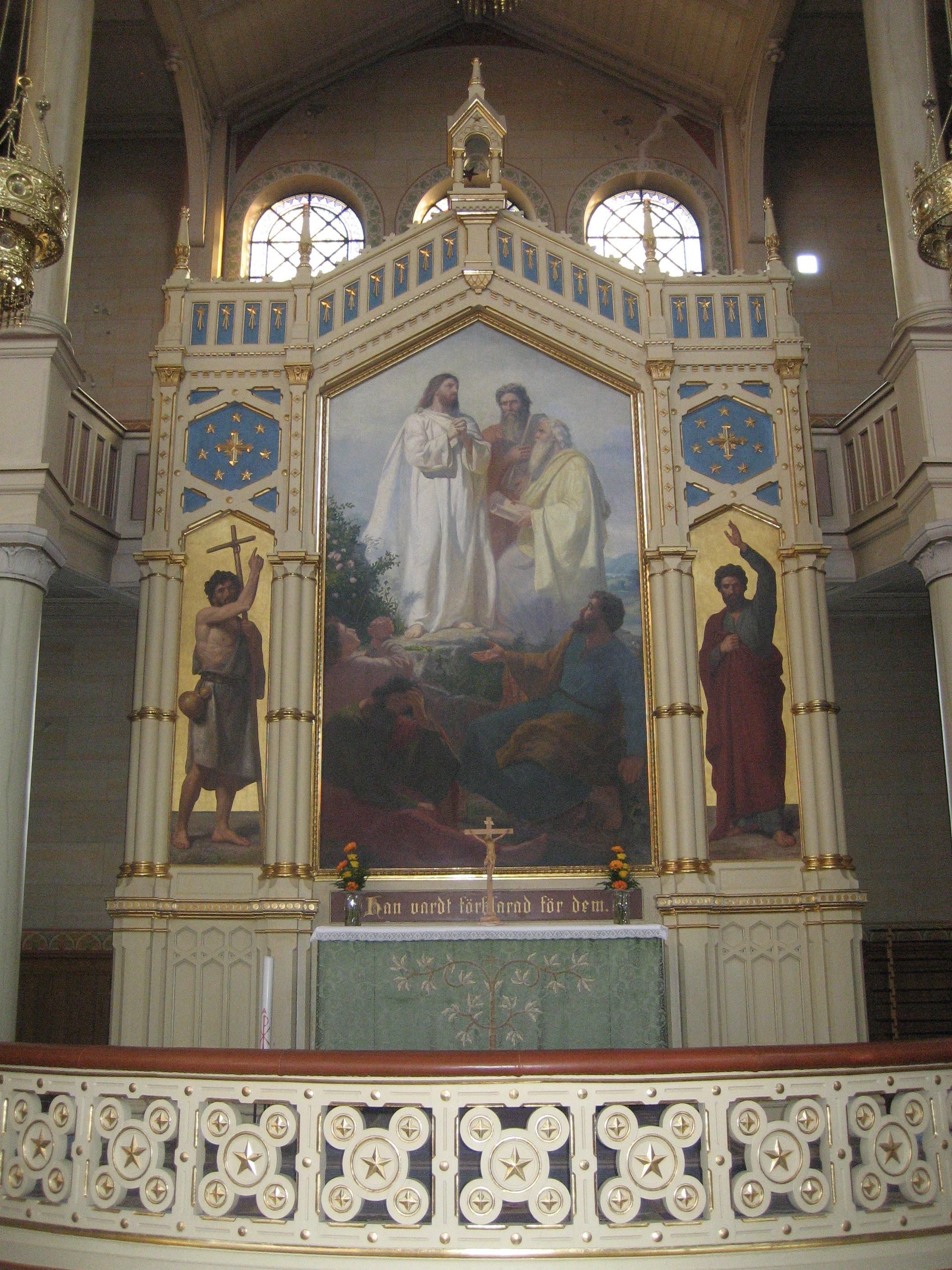
Altartavlan
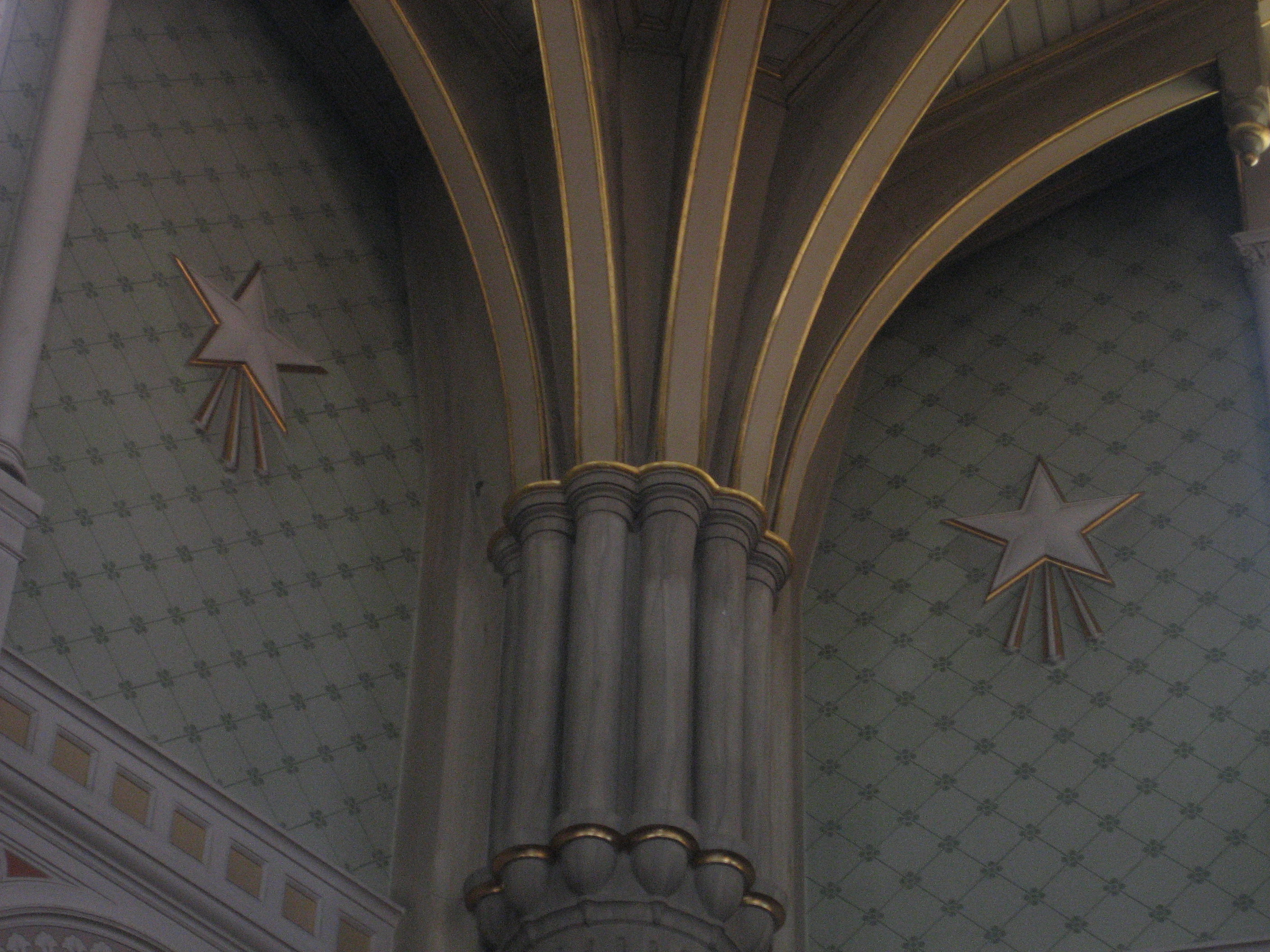
Stjärnorna
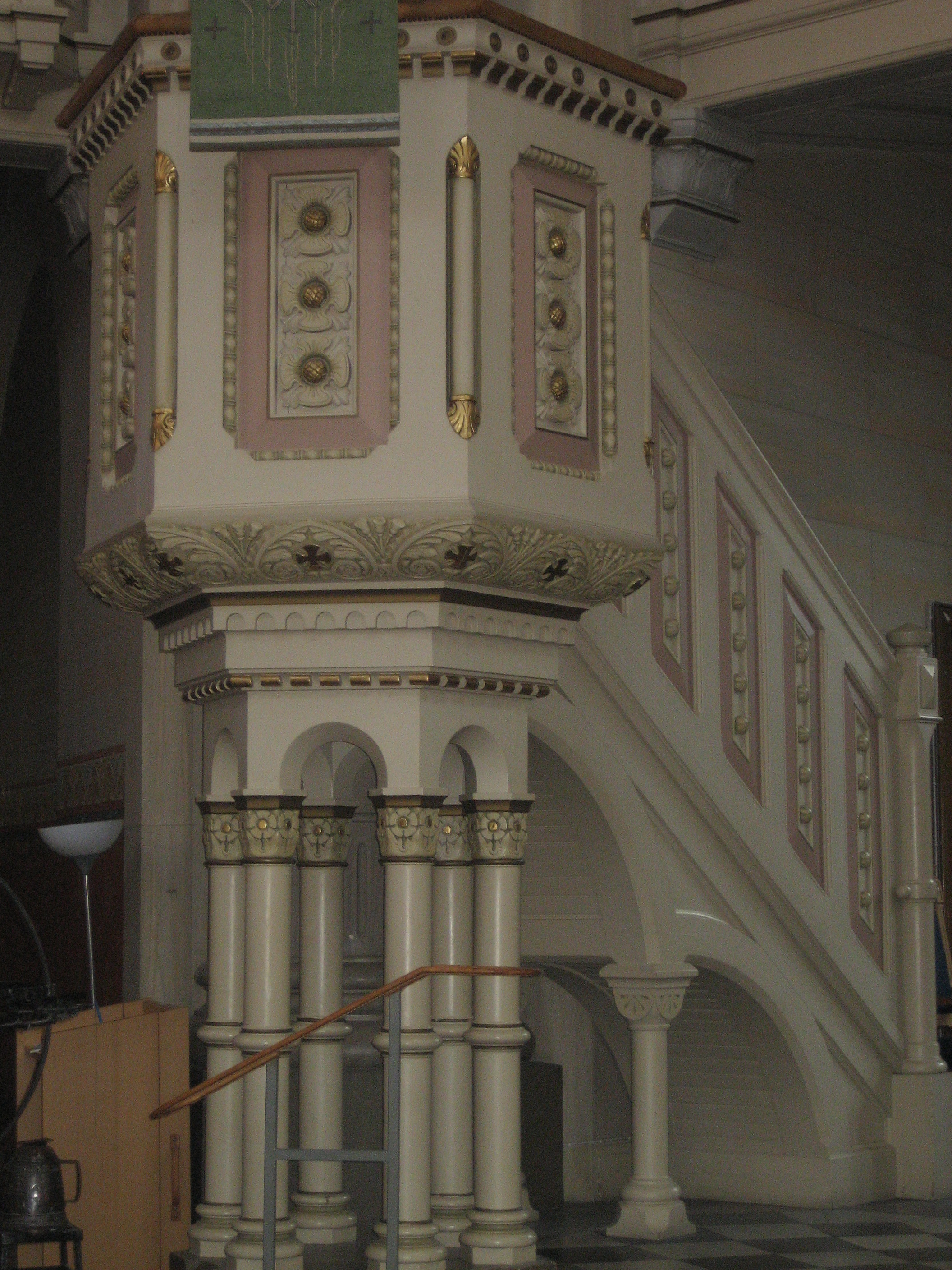
Predikstolen
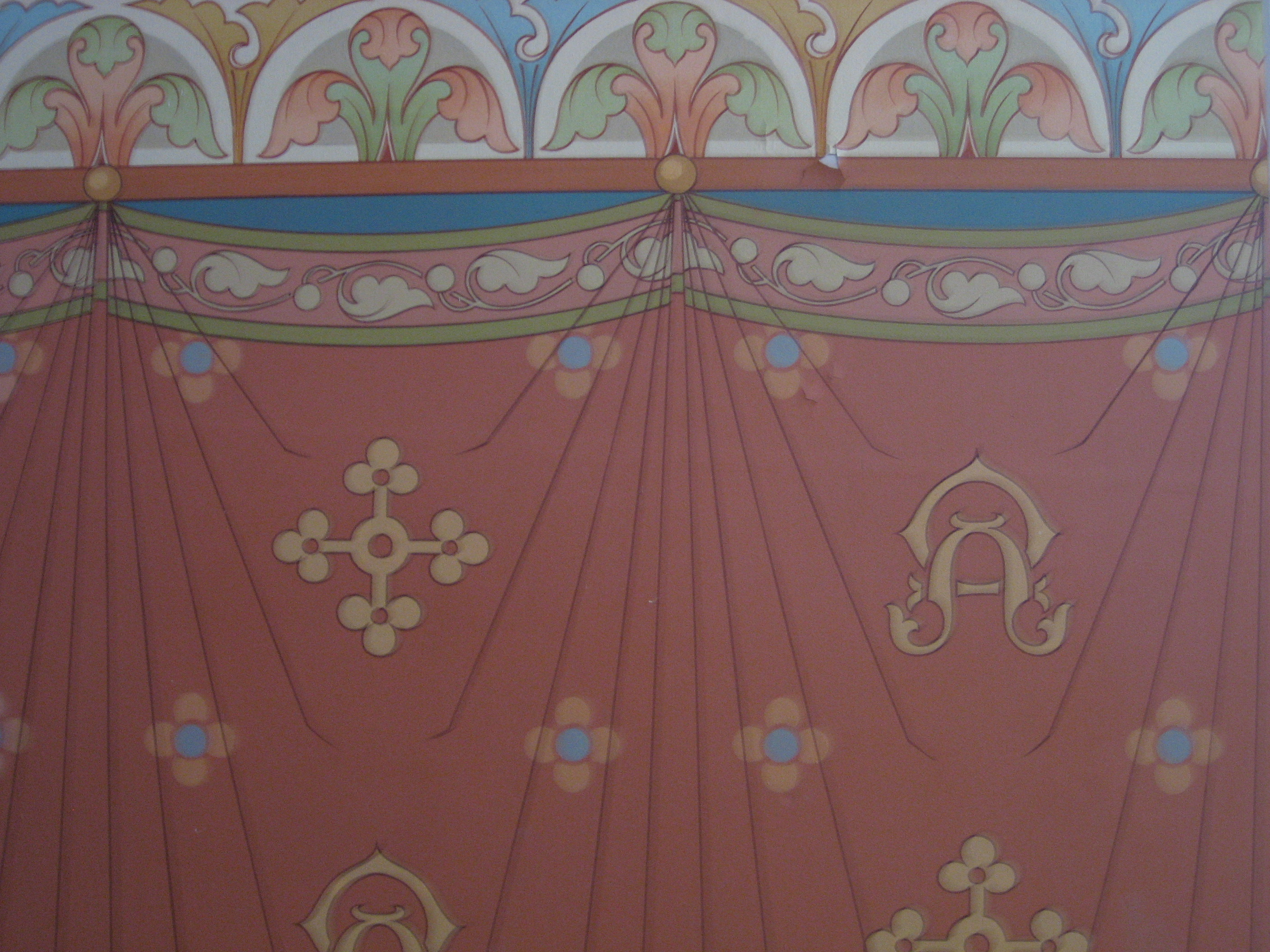
Det målade förhänget

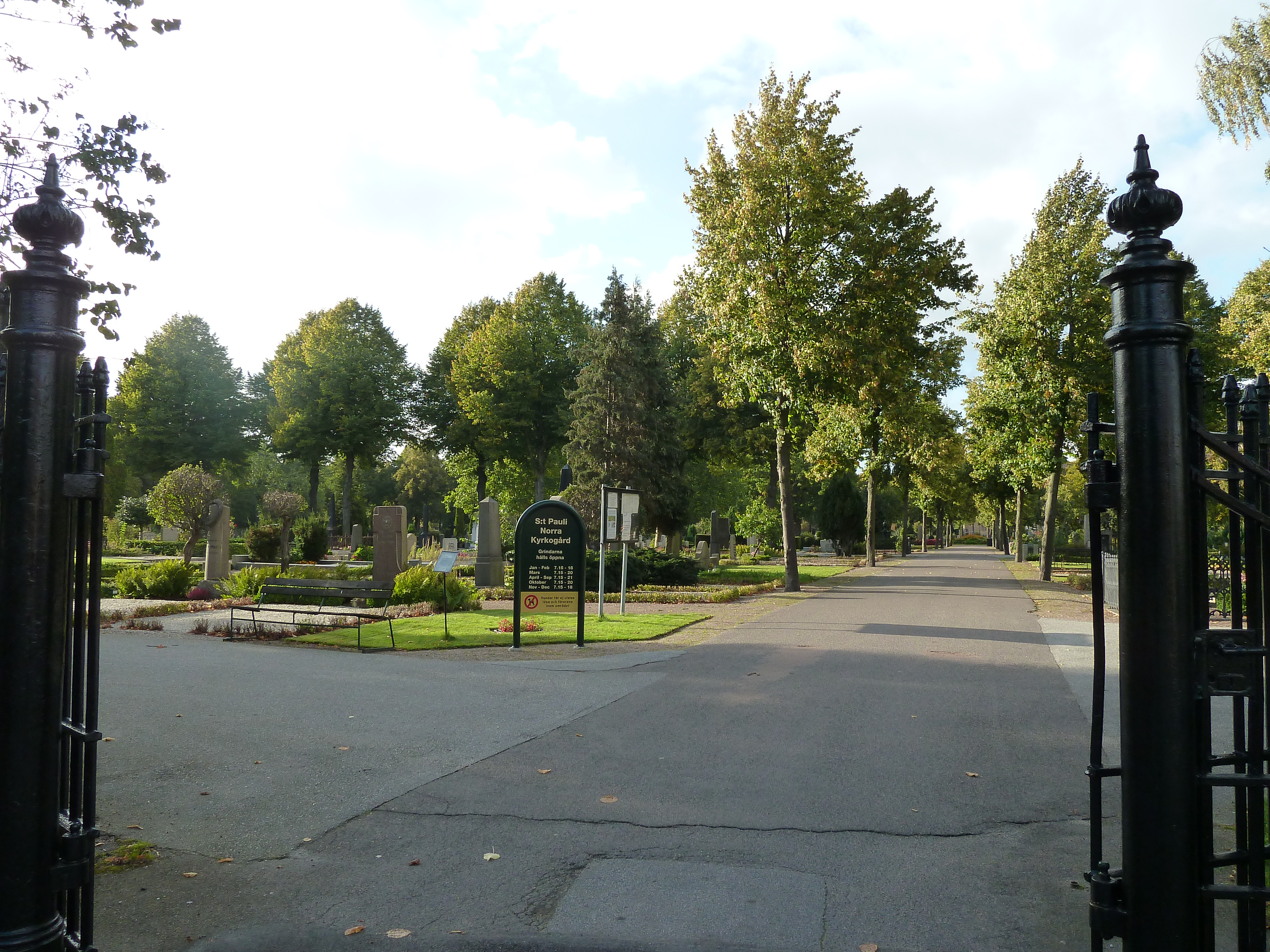
Norra kyrkogården
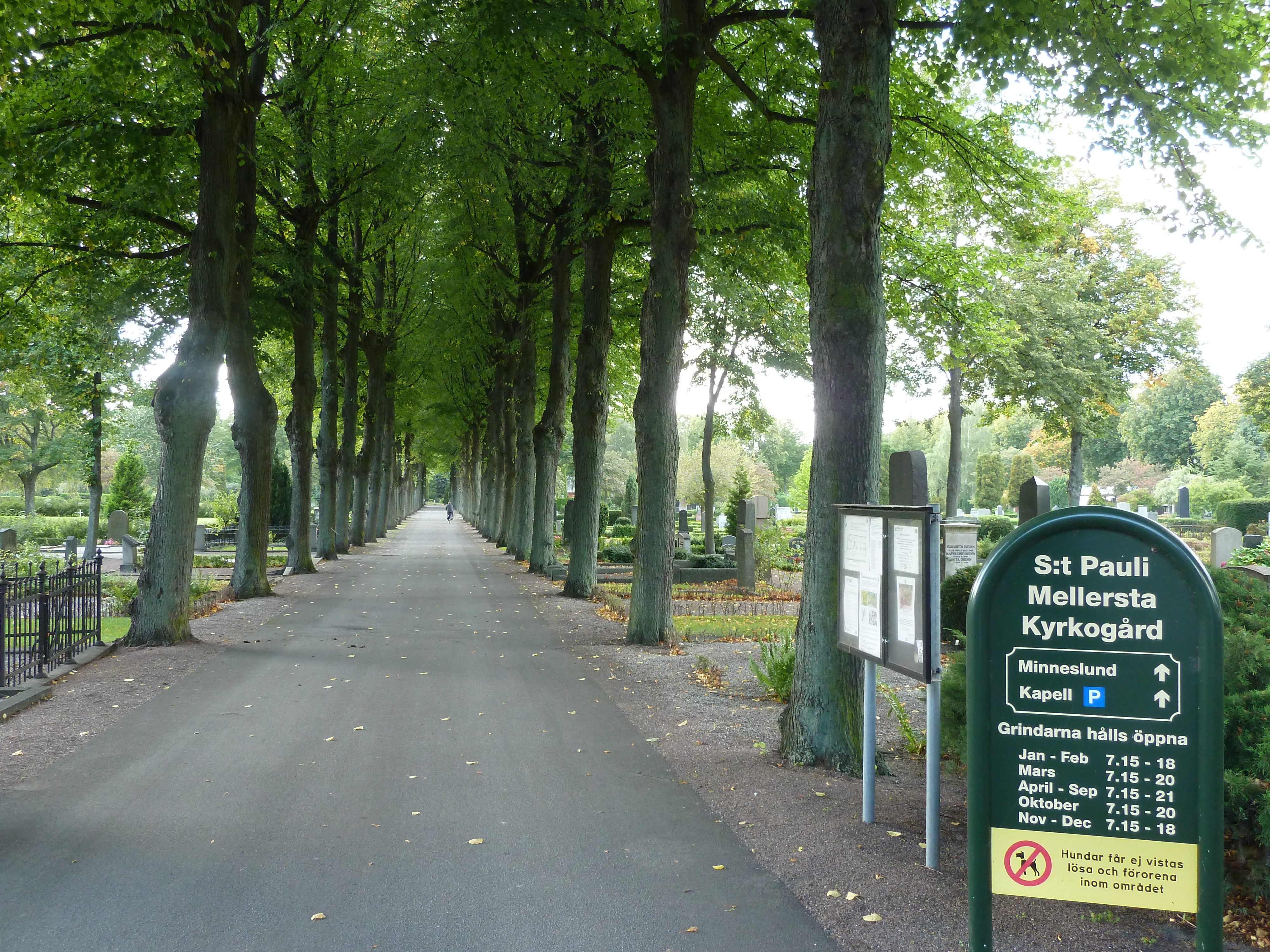
Mellersta kyrkogården
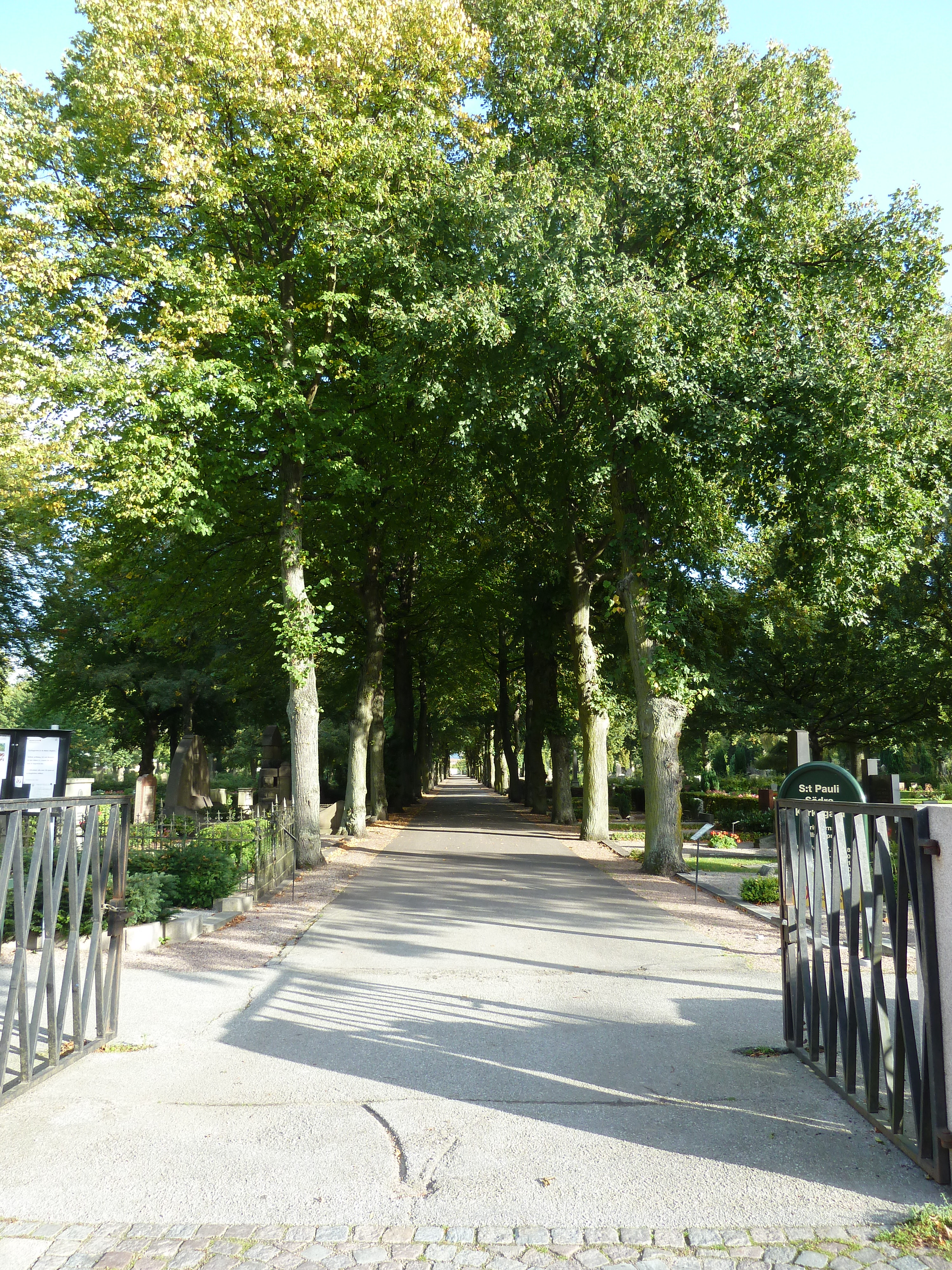
Södra kyrkogården
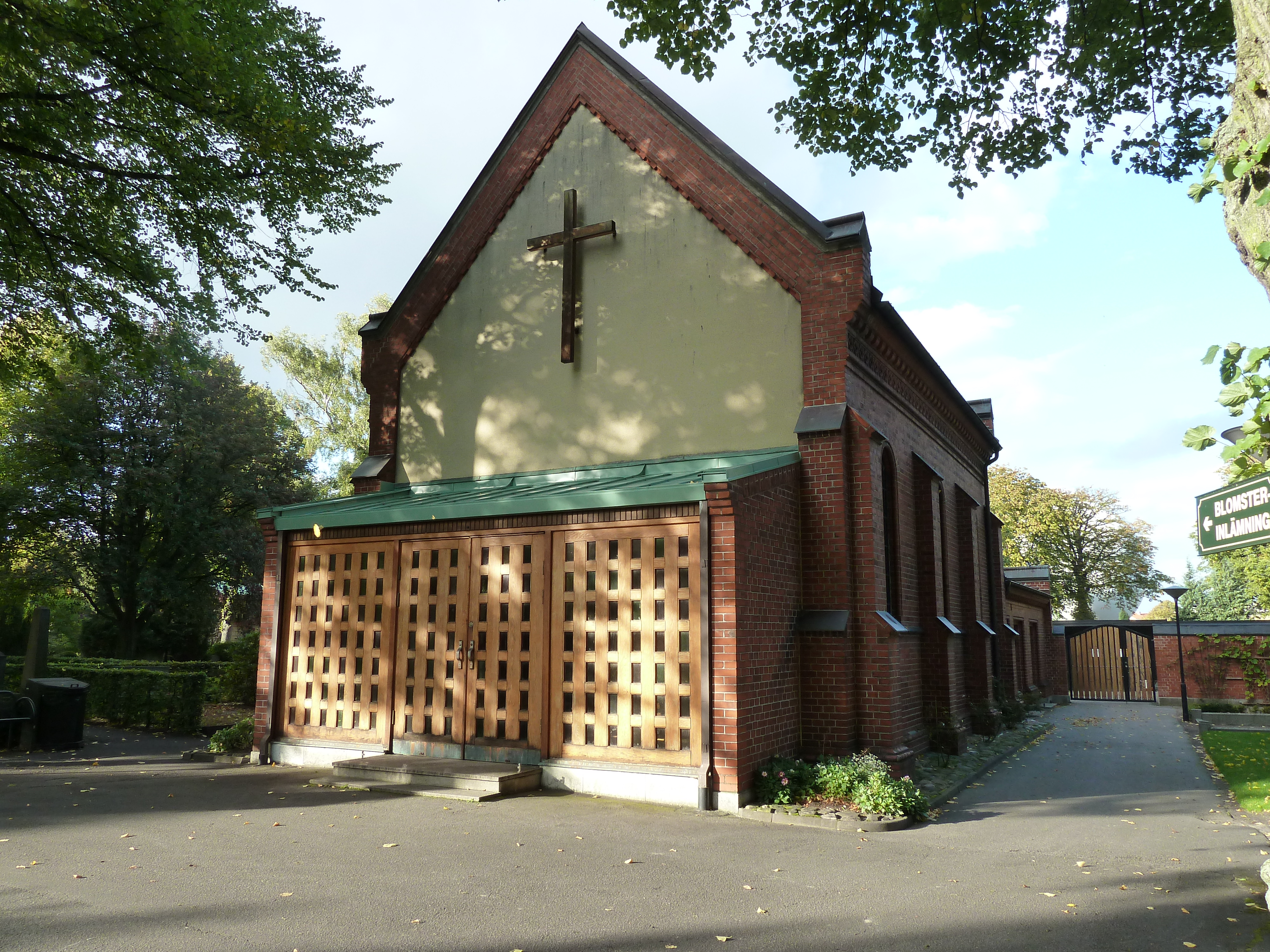
Mellersta kyrkogårdens gravkapell